# Yoji Biomehanika
Yoji Biomehanika (ur. w Osace) – japoński DJ i producent muzyki elektronicznej.

## Życiorys
Na scenie muzycznej zaczął pojawiać się na początku lat dziewięćdziesiątych XX w. pod pseudonimami: Ozaka Oz, Bionico, Mutant DJ, Yoji Biomehanika lub jako Yoji.
Grał takie style jak NRG, Hard Dance, Hard House, Hardstyle, Hard Trance czy Tech Trance.
Jego aktualnym stylem jest młody gatunek muzyki elektronicznej - Tech Dance, fuzja  Techno, Trance i Hard Dance.
Yoji prowadzi własny klub Giga (przemianowany na ageHa) w Japonii, sprzedaje albumy przez japoński label - Avex, występował na Sensation Black 04 i 05, Dance Valley 01, 03, 07, festiwalu Tseh oraz Teodor w Rosji oraz Electric Daisy Carnival w USA.
Wprowadził mocniejsze odmiany muzyki elektronicznej do Japonii przyczyniając się do rozwoju jej popularności.
W 2003 roku zajął 33. miejsce w brytyjskiej top liście Dj-ów. Otrzymał nagrodę TOP HardDance DJ w Hard Dance Awards, w grudniu 2003 roku. W 2004 roku Yoji zajął 33 miejsce w rankingu Dj Magazine, a w 2005 roku 32 miejsce. W 2007 roku został uznany mianem "Top Hard Dance Dj" również przez Dj Magazine.
Yoji współpracuje z artystami takimi jak: Dj Scot Project, Judge Jules, Remo-Con, George-S, Vandall, Joe E, Scott Attrill, Will Atkinson, Romeo Toscani, Nish, Night Liberator, Mark Sherry, Marcel Woods i wielu innych.
Pierwszy raz do Polski Yoji zawitał 14 sierpnia 2008 roku na festiwalu "Tunnel Electrocity". Po raz drugi w Polsce wystąpił 16 lipca 2010 roku na festiwalu "Beach Party" w Gdyni.

## Ewolucja
Na początku lat 90. na swojej głowie miał długie czarne włosy, zazwyczaj splecione w pojedynczy warkocz i zazwyczaj grał muzykę komercyjną, zupełnie nie przypominającą stylu jaki dziś reprezentuje.
W 1995 roku zaczął się kształtować jego dzisiejszy image. Czarne włosy zastąpił pomarańczową "kitą", która w 2001 roku zmieniła się w dłuższą czerwoną, oczywiście goląc do "zera" boki głowy. Nietuzinkowy także był styl jego ubierania - W Japonii często występował w rzucającym się w oczy pomarańczowym dresie (w podobnym zresztą wystąpił na Dance Valley w 2003 roku).
Również w 1998 roku założył swój własny label nazwany "Hellhouse Recordings", w którym do dzisiaj wydaje swoje produkcje.
W 2006 roku Yoji zmienił całkowicie swój styl, począwszy od serwowanych utworów po wygląd. W 2006 roku zamienił swoje dready na długą platynową grzywę. W 2007 uległa ona lekkiemu przemodelowaniu - została skrócona.
Do 2006 roku występował jako Yoji Biomehanika. Przez te wszystkie lata dorobił się reputacji dobrego, Hardstyle'owego Dj-a i producenta. W pewnym stopniu Yoji nie chciał być kojarzony z Hardstylem, dlatego postanowił to zmienić.
W 2008 roku pozbył się drugiego słowa swojego pseudonimu - "Biomehanika". Na jego stronie internetowej można zauważyć informację do fanów i promotorów że Yoji Biomehanika to już przeszłość.
Od teraz YOJI to całkowicie nowa marka i koncepcja, "tak jakbym zaczynał od zera" - powiedział w swoim wywiadzie dla polskiego DJ Magazine.
Na przełomie 2009-2010 roku Yoji zaczął znów współpracować z Romeo Toscani'm, z którym między innymi w 2006 roku stworzył track pod tytułem "Six Hours".
Aktualnie Yoji nadaje swoje audycje pod tytułem "Airport Session KIX" na antenie radia internetowego "After Hours". Wcześniej nadawał audycje pod tytułem "Vonyc Sessions" w nieistniejącym już radiu internetowym Paul Van Dyk'a - "Tilllate".

## Dyskografia
Single:

Jako Yoji:
- Surrender [Hellhouse Recordings]
- Airport [Hellhouse Recordings]
- From Flower To Flower [Hellhouse Recordings]
- Don't Wake Me From The Dream [Hellhouse Recordings]
- Techy Techy [Hellhouse Recordings]

Z Romeo Toscanim:
- R&R [Hellhouse Recordings]
- Wanna F**kin' Dance? [Hellhouse Recordings]
- Six Hours [Hellhouse Recordings]
- Acid Spunk [Hellhouse Recordings]
- Remiksy: Blackout - Dark By Design, Vulcania - Dave 202, Satisfaktion - Derb i wielu innych.

Jako Yoji Biomehanika:
- Party Is My Life [Tekno West]
- Rendezvous De Telepathie [DOS Or Die Recordings]
- Expect EP [Nu Type]
- Go Mad ! [Hellhouse Recordings]
- Go Mad ! / Simplex [Hellhouse Recordings]
- Seduction [Hellhouse Recordings]
- A Theme From BanginGlobe [Hellhouse Recordings]
- Ding a Ling [Hellhouse Recordings/Druck/Anthem/Insolent Tracks]
- Hardstyle Disco [Hellhouse Recordings]
- Never End [Hellhouse Recordings/Headline]
- Samurai/The Keyboard Cowboys [Hellhouse Recordings]
- Monochroma [Hellhouse Recordings]
- Acid Spunk (z Romeo Toscani'm) [Hellhouse Digital]
- Look @ The Heaven (Gatecrasher NEC 2002 Edit) [Hellhouse Digital]
- Six Hours (z Romeo Toscani'm) [Hellhouse Recordings]

Jako Mutant DJ:
- Hardhouse Raver (z MC Magika) [Hellhouse Recordings]
- Amsterdam Waar Lech Dat Dan? [Hellhouse Recordings]
- B-Raver [Hellhouse Recordings]

Jako Bionico:
- Peace Out [Choci's Chewns]

Jako Ozaka Oz::
- Achromantica [3Lanka Records]
- Real Nightmare [3Lanka Records]
- Joy / Aloofnes [3Lanka Records]

Remixy:
- Klick Klack WTF (YOJI Remix) - A*S*Y*S
- Purity (YOJI's Tech Dance Remix) - Joey V
- Concentrate (YOJI Rework) - Night Liberator
- G-Sigh (YOJI Remix) - Remo-Con
- GAME (YOJI's Vocal Remix) - Ayumi Hamasaki
- GAME (YOJI's Instrumental Remix) - Ayumi Hamasaki
- Existence (YOJI Remix) - Scott Attrill
- Time to Time 2007 (YOJI Remix) - Atomizer
- Dark Angel (Yoji Biomehanika Remix) - Blutonium Boy
- Concept Of Love (Yoji Biomehanika Remix) - Lab4
- The Philosophy Of Religion (Yoji Biomehanika Remix) - Nish
- Get Up Get Down (Yoji Biomehanika Remix) - Eurotrash
- X Bass (Yoji Biomehanika With Mc Magika Hardstyle Remix)- IK
- Hands Up (Yoji Biomehanika Remix) - Arome
- Fire On The Moon (Yoji Biomehanika Remix) - Chris C
- Till Tears Do Us Part (Yoji Biomehanika Remix) - Heavens Cry
- Ligaya (Yoji Biomehanika Remix) - Gouryella
- Iguana (A Different Starting Mix/Hellhouse Remix) - Mauro Picotto

Albumy:
- Tech Dance Euphoria
- Tales From The Big Room
- Greatest Works
- Technicolor NRG Show

Kompilacje remiksów:
- >Bible vol 1 & vol 2
- NRG Essence 1999 i 2001
- The Future of Hard Dance 1 & 2
- Music for the Harder Generation Volume 2
- Goodgreef: Album 3 (CD2 only)
- Pharmacy vol. 4 - Reign in Blood
- Tech Dance Euphoria
- X Years of Hellhouse